# Ramone Bailey
Ramone Bailey (né le 31 octobre 1991) est un athlète jamaïcain, spécialiste du saut en longueur.
Le 24 juin 2017, il remporte les Championnats nationaux à Kingston avec un saut de 8,16 m (vent non indiqué, record personnel).